# Epidesmia
Epidesmia là một chi bướm đêm thuộc họ Geometridae.

## Các loài
- Epidesmia brachygrammella Lower, 1893
- Epidesmia chilonaria (Herrich-Schäffer, [1855])
- Epidesmia hypenaria (Guenée, 1857)
- Epidesmia oxyderces Meyrick, 1890
- Epidesmia perfabricata (Walker, 1861)
- Epidesmia phoenicina Turner, 1929
- Epidesmia reservata (Walker, 1861)
- Epidesmia tricolor Duncan [& Westood], 1841
- Epidesmia tryxaria (Guenée, 1857)